# Gråkammen Station
Gråkammen Station (Gråkammen stasjon) er en metrostation på Holmenkollbanen på T-banen i Oslo. Stationen ligger 170,1 meter over havet. Den er blandt andet nabo til Hemingbanen og Heming Tennis. 
Stationen blev åbnet sammen med banen til Besserud 31. maj 1898. Da banen blev forlænget til Frognerseteren i 1916, fik stationen et læskur tegnet af arkitekten Erik Glosimodt, der stod for en række af stationerne på Holmenkollbanen. Stationen blev restaureret i 2002 og 2010.